# Ochrodion gahani
Ochrodion gahani är en skalbaggsart som först beskrevs av Pierre Émile Gounelle 1909.  Ochrodion gahani ingår i släktet Ochrodion och familjen långhorningar. Inga underarter finns listade i Catalogue of Life.